# BK Häcken
El BK Häcken es un equipo de fútbol de Suecia de la ciudad de Gotemburgo. El club fue fundado el 2 de agosto de 1940, actualmente juega en la Allsvenskan.

## Historia

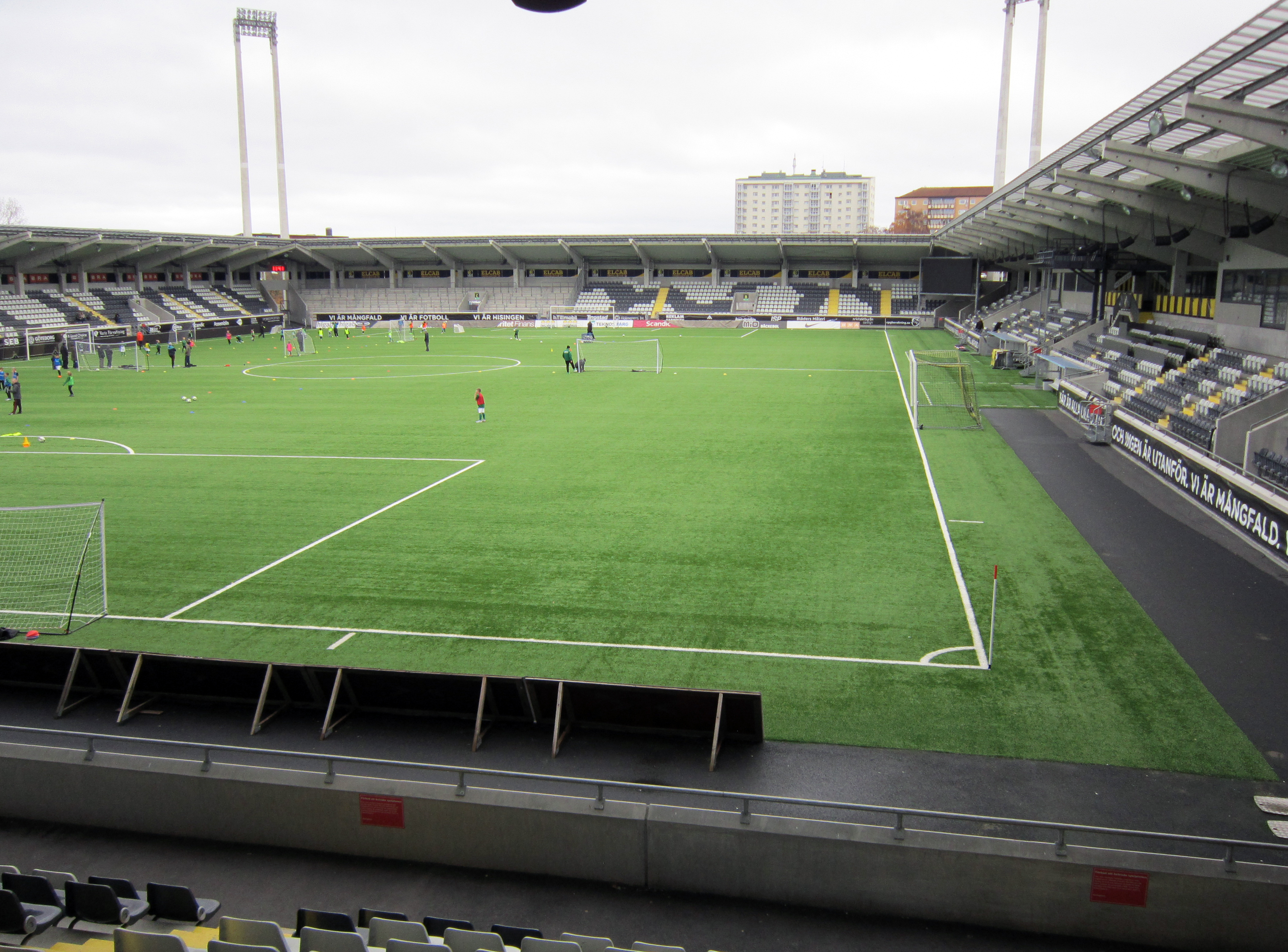
Bravida Arena.

El equipo inició con jugadores jóvenes entre 14 y 15 años precisamente para jugar por diversión en fútbol, pero se creó una organización relacionada con él y que perteneciera a la estructura del fútbol en Suecia, aunque al principio lo hicieran bajo el nombre de BK Kvick, y en los primeros años jugaban partidos de exhibición y en campeonatos juveniles, hasta que en 1943 ingresaron al sistema del fútbol en Suecia.
Lograron el ascenso a la Allsvenskan por primera vez en 1982, tras lograr ganar la serie de Play-off ante el IFK Norrköping y ha jugado en la máxima categoría en 7 temporadas.
Tiene rivalidades en su misma ciudad con el IFK Gotemburgo, el GAIS y el Örgryte IS, aunque el primero es el considerado el principal, y otra rivalidad menor con el IF Elfsborg y los equipos de Estocolmo: AIK, Djurgårdens y Hammarby.

## Palmarés
- Allsvenskan: 1

2022
- - Sub-Campeón: 1

2012
- Superettan: 1

2004
- - Sub-Campeón: 1

2008
- Division 1 Södra: 2

1990, 1999
- - Sub-Campeón: 1

1997
- Division 1 Västra: 1

1992
- Svenska Cupen: 4

2015/16, 2018/19,
2022/23, 2024-25
- - Finalista: 1

1989–1990

## Participación en competiciones de la UEFA
| Competicion UEFA | Competicion UEFA              | Competicion UEFA  | Competicion UEFA     | Competicion UEFA | Competicion UEFA | Competicion UEFA |
| Temporada        | Torneo                        | Ronda             | Club                 | Casa             | Visita           | Global           |
| ---------------- | ----------------------------- | ----------------- | -------------------- | ---------------- | ---------------- | ---------------- |
| 2007–08          | UEFA Cup                      | 1° Clasificatoria | KR Reykjavik         | 1–1              | 1–0              | 2–1              |
| 2007–08          | UEFA Cup                      | 2° Clasificatoria | Dunfermline Athletic | 1–0              | 1–1              | 2–1              |
| 2007–08          | UEFA Cup                      | Primera ronda     | Spartak Moscow       | 1–3              | 0–5              | 1–8              |
| 2011–12          | UEFA Europa League            | 1° Clasificatoria | UN Käerjéng 97       | 5–1              | 1–1              | 6–2              |
| 2011–12          | UEFA Europa League            | 2° Clasificatoria | Honka                | 1–0              | 2–0              | 3–0              |
| 2011–12          | UEFA Europa League            | 3° Clasificatoria | Nacional             | 2–1              | 0–3              | 2–4              |
| 2013–14          | UEFA Europa League            | 2° Clasificatoria | Sparta Prague        | 1–0              | 2–2              | 3–2              |
| 2013–14          | UEFA Europa League            | 3° Clasificatoria | Thun                 | 1–2              | 0–1              | 1–3              |
| 2016–17          | UEFA Europa League            | 2° Clasificatoria | Cork City            | 1–1              | 0–1              | 1–2              |
| 2018–19          | UEFA Europa League            | 1° Clasificatoria | Liepāja              | 1–2              | 3–0              | 4–2              |
| 2018–19          | UEFA Europa League            | 2° Clasificatoria | RB Leipzig           | 1–1              | 0–4              | 1–5              |
| 2019–20          | UEFA Europa League            | 2° Clasificatoria | AZ                   | 0–3              | 0–0              | 0–3              |
| 2021–22          | UEFA Europa Conference League | 2° Clasificatoria | Aberdeen             | 2–0              | 1–5              | 3–5              |
| 2023–24          | UEFA Champions League         | 1° Clasificatoria | The New Saints       | 3–1              | 2–0              | 5–1              |
| 2023–24          | UEFA Champions League         | 2° Clasificatoria | KÍ                   | 3–3 (aet)        | 0–0              | 3−3 (3–4 p)      |
| 2023–24          | UEFA Europa League            | 3° Clasificatoria | Žalgiris             | 5–0              | 3–1              | 8–1              |
| 2023–24          | UEFA Europa League            | Play-off          | Aberdeen             | 2–2              | 3–1              | 5–3              |
| 2023–24          | UEFA Europa League            | Grupo H           | Bayer Leverkusen     | 0–2              | 0–4              | 4° Lugar         |
| 2023–24          | UEFA Europa League            | Grupo H           | Qarabağ              | 0–1              | 1–2              | 4° Lugar         |
| 2023–24          | UEFA Europa League            | Grupo H           | Molde                | 1–3              | 1–5              | 4° Lugar         |
| 2024–25          | UEFA Conference League        | 2° Clasificatoria | F91 Dudelange        | 6–1              | 6–2              | 12−3             |
| 2024–25          | UEFA Conference League        | 3° Clasificatoria | Paide Linnameeskond  | 6–1              | 1–1              | 7−2              |
| 2024–25          | UEFA Conference League        | Play-off          | Heidenheim           | 1–2              | 2–3              | 3–5              |

## Jugadores

### Números retirados
- 2 – Johan Lind, Defensa (1995–2010)

## Entrenadores
- Sven-Agne Larsson (1958–59)
- Agne Simonsson (1977–82)
- Reine Almqvist (1983), (1989–93)
- Kjell Pettersson (1996–00)
- Torbjörn Nilsson (2001)
- Jörgen Lennartsson (2002–2004)
- Stefan Lundin (2005–septiembre de 2006)
- Reine Almqvist (septiembre de 2006–2007)
- Sonny Karlsson (2007–2009)
- Peter Gerhardsson (enero de 2009–2016)
- Mikael Stahre (2017)
- Andreas Alm (2018-2021)
- Per-Mathias Høgmo (2021-2024)
- Pål Arne Johansen (2024)
- Jens Gustafsson (2024-)